# 镇康贝母兰
镇康贝母兰（学名：Coelogyne zhenkangensis）为兰科贝母兰属下的一个种。

## 扩展阅读
- 維基物種上的相關：镇康贝母兰